# 4 in the Morning

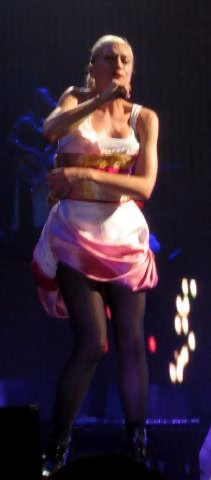
Gwen Stefani framför "4 in the Morning"

"4 in the Morning" är en låt skriven av Gwen Stefani och Tony Kanal för Stefanis andra soloalbum, The Sweet Escape, utgivet den 4 december 2006. Låten utgavs som singel i juni 2007.
Musikvideon, regisserad av Sophie Muller, skildrar en gråtande och snyftande Stefani som sjunger om sin älskare. Hon ifrågasätter hans känslor för henne och tvivlar på om han verkligen älskar henne och ärligen vill satsa på deras förhållande.